# Häuschenstraße 24 (Gernrode)

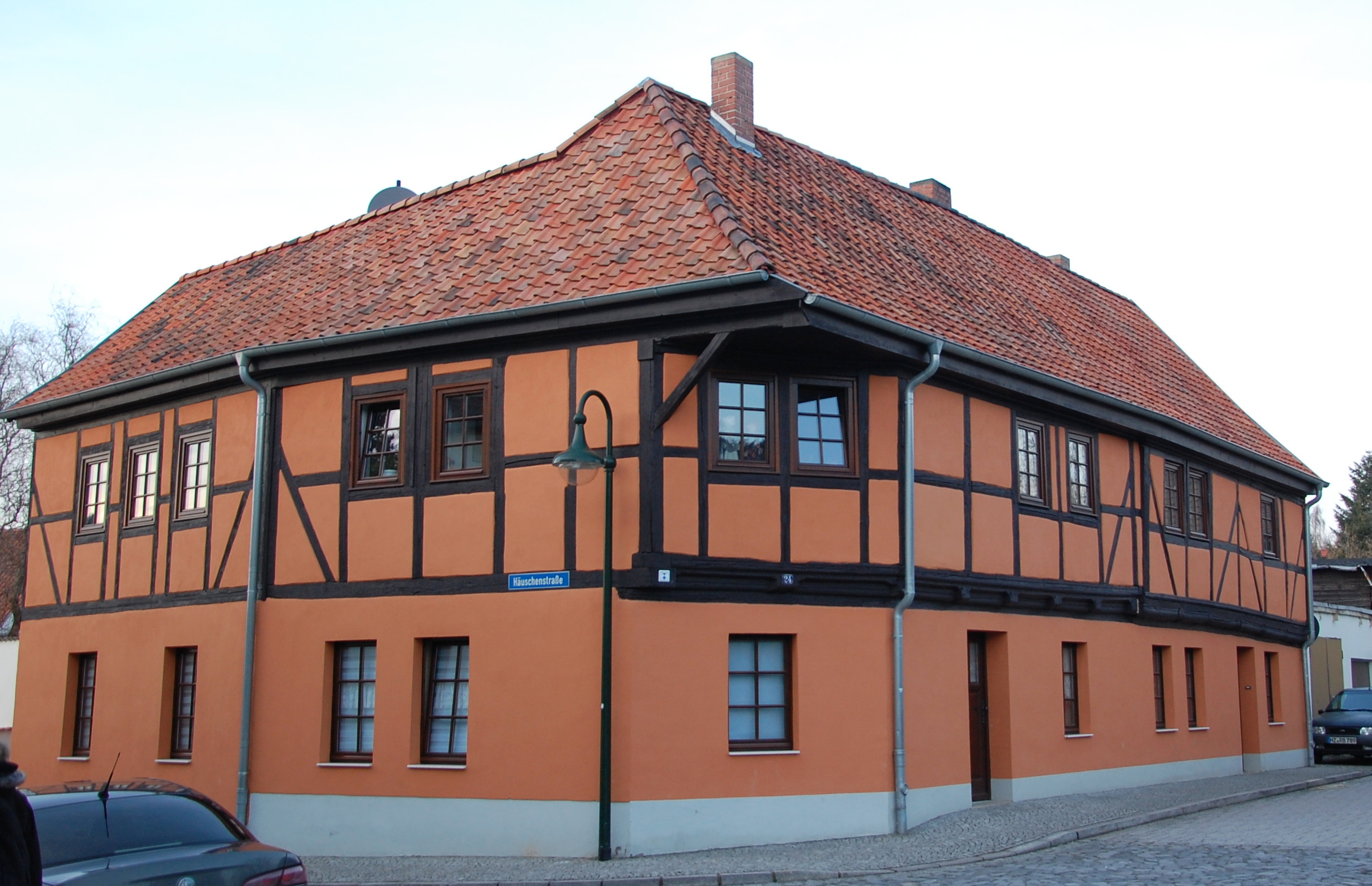
Haus Häuschenstraße 24

Das Haus Häuschenstraße 24 ist ein denkmalgeschütztes Gebäude in dem zur Stadt Quedlinburg in Sachsen-Anhalt gehörenden Ortsteil Stadt Gernrode.

## Lage
Das Haus befindet sich im nördlichen Teil der Gernröder Altstadt auf der Ostseite der Häuschenstraße und ist im örtlichen Denkmalverzeichnis als Ackerbürgerhof eingetragen.

## Architektur und Geschichte
Das zweigeschossige Fachwerkhaus wurde im Jahr 1703 errichtet. Nach einer an der Stockschwelle des Hauses befindlichen Inschrift war Baumeister des Hauses Andreas Ernst Hottelmann und Zimmermeister Ernst Wolff. Die Schwelle, Balkenköpfe und Füllhölzer sind zu einem Gurtgesims zusammengefasst. Zum Gebäude gehört ein weiterer, vermutlich älterer Teil, der über eine gefaste Stockschwelle verfügt.